# Almedinilla
Almedinilla ist eine Gemeinde mit 2.323 Einwohnern (Stand: 2024) in der Provinz Córdoba in Andalusien. Sie liegt in der Comarca Subbética.

## Geographie
Die Gemeinde grenzt an Alcalá la Real, Montefrío und Priego de Córdoba. Die archäologische Fundstätte El Ruedo liegt in der Nähe des Dorfes.

## Geschichte
Hier gab es bereits römische und arabische Ansiedelungen. Die heutige Gemeinde wurde 1844 unabhängig und bekam ihr eigenes Rathaus.

## Sehenswürdigkeiten
- Turmuhr von Almedinilla